# Образование в Сингапуре
Образование в Сингапуре находится в ведении Министерства образования, осуществляющего руководство образовательной политикой. Министерство контролирует процесс развития и управления государственными школами, а также выполняет консультативную и контролирующую роль в частных школах. Для частных и государственных школ существуют различия в уровне их автономии в выборе учебных программ, масштабах государственной помощи и финансирования, нагрузке на учеников, а также правилах приема учащихся.
Дети с физическими недостатками посещают специальные школы, которые также подчиняются Министерству образования Сингапура. Расходы на образование обычно составляют около 20 процентов национального бюджета, который субсидирует государственные и поддерживаемые правительством частные учебные заведения. При этом стоимость обучения для не-граждан Сингапура ощутимо выше, чем для граждан.
В 2000 году Парламент Сингапура принял закон, регламентирующий обязательность образования для детей школьного возраста, а также вводящий ответственность для родителей в случае, если они не обеспечивают должным образом посещение школы своим детям. Исключением считаются случаи, если ребенок учится на дому или в специализированной религиозной школе.
В учебных заведениях Сингапура преподавание большинства предметов осуществляется на английском языке, особенно это касается математики и естественных наук. Бывший премьер-министр Сингапура Ли Куан Ю предложил использовать английский язык в качестве языка повседневного общения, что облегчило бы общение граждан различных этнических и культурных групп, а также упрощало бы процесс интеграции Сингапура в мировую экономику.

## Градация обучения
Учебный год делится на два семестра. Первый начинается в начале января и заканчивается в июне, второй начинается в июле и заканчивается в декабре.
| Уровень                      | Возраст ученика     |
| ---------------------------- | ------------------- |
| Дошкольное образование       |                     |
| Ясли                         | 3-4                 |
| Детский сад                  | 4-6                 |
| Начальная школа              |                     |
| Первая ступень               | 6-7                 |
| Вторая ступень               | 7-8                 |
| Третья ступень               | 8-9                 |
| Четвёртая ступень            | 9-10                |
| Пятая ступень                | 10-11               |
| Шестая ступень               | 11-12               |
| Средняя школа                |                     |
| Первая ступень               | 12-13               |
| Вторая ступень               | 13-14               |
| Третья ступень               | 14-15               |
| Четвёртая ступень            | 15-16               |
| Пятая ступень                | 16-17               |
| Профессиональное образование |                     |
| Ссуз или вуз                 | возраст варьируется |

## Начальное образование
Начальное образование состоит из четырёхлетнего этапа фундаментальной подготовки и двухлетнего этапа специализированной подготовки. Начальное образование является обязательным и бесплатным, хотя и существует небольшая плата в размере S$ 13 в месяц, что идёт на покрытие различных школьных расходов.

### Фундаментальная подготовка
На этапе фундаментальной подготовки учащиеся изучают английский язык, родной язык (китайский, малайский или тамильский), а также математику.
Кроме того, в школьную программу входят этика, художественный труд[неизвестный термин], музыка и физическая культура.

### Специализированная подготовка
На этапе специализированной подготовки, который наступает после завершения первых четырех лет обучения, учащиеся делятся на группы, в которых английский язык, родной язык и математика изучаются в соответствии со способностями учащихся. Школам предоставляется свобода по разработке собственной системы экзаменов, которая позволяла бы наилучшим образом выявить уровень способностей каждого отдельного ученика. Для английского и родного языков существуют высший, стандартный и начальный уровни; для естественных наук и математики — стандартный и исходный.

### Выпускной экзамен
По завершении начальной школы проводится соответствующий выпускной экзамен (Primary School Leaving Examination, PSLE). Первоочередной задачей этого экзамена является определение дальнейшего места ученика в средней школе.

## Среднее образование
На основе результатов экзамена PSLE учащиеся распределяются по различным направлениям средней школы: специальное, экспресс, стандартное (академическое) или стандартное (техническое).

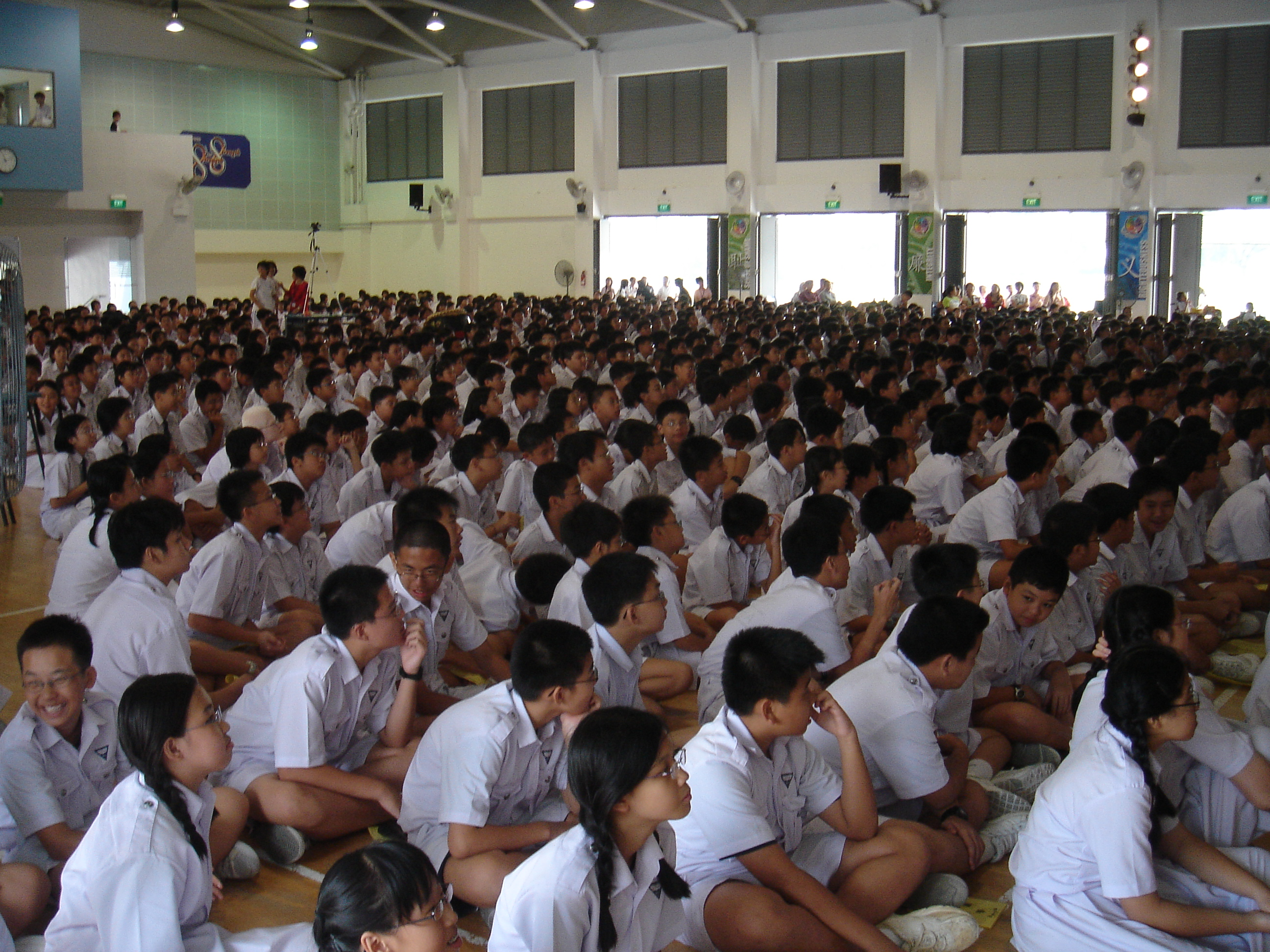
Собрание учеников в зале средней школы.

Специальный и экспресс курсы включают в себя четырёхлетний курс обучения, что завершается сдачей экзамена на получение О-уровня (General Certificate of Education Ordinary-level exam (ordinary — обычный)).
Разница между этими двумя курсами заключается в том, что студенты специального курса изучают родной язык на более углубленном уровне. Можно выбрать изучение иностранного языка (французский, немецкий или японский) в дополнение или вместо изучения родного, что особенно популярно среди студентов родом из других стран.
Стандартный курс средней школы продолжается в течение четырех лет и завершается сдачей экзамена на получение N-уровня (Normal-level), с возможностью продолжить обучение на еще один год и сдать экзамен на получение О-уровня. Студенты стандартного технического направления более глубоко изучают предметы технического направления, в то время как студенты академического направления глубже изучают академические дисциплины (например, основы бухгалтерского учета). В 2004 году Министерство образования Сингапура объявило, что избранные студенты, которые учатся по стандартным направлениям, смогут сдавать экзамен на получение О-уровня без необходимости предварительного экзамена N-уровня.

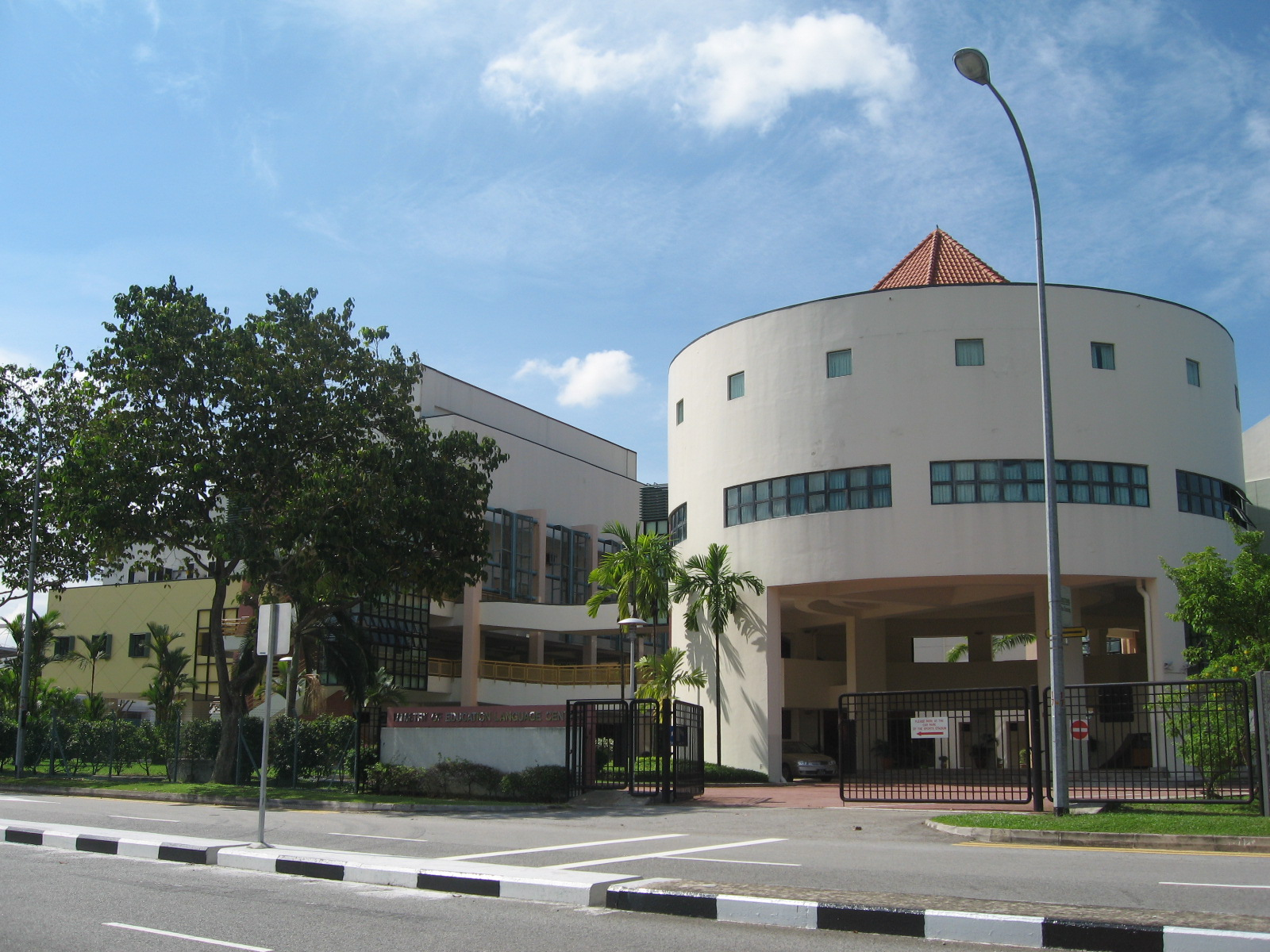
Языковой центр при министерстве образования.

За исключением учебных заведений, которые предлагают специальную программу интеграции образования (Integrated Programme, IP), дающую возможность получения сертификата A-уровня (Advanced-level (advanced — продвинутый)), большинство студентов в конце второго года обучения выбирают от шести до десяти предметов, по которым они намерены в дальнейшем сдавать экзамен О-уровня. При этом английский язык, родной язык, математика, один естественный и один гуманитарный предметы являются обязательными в этом списке. К предметам О-уровня как правило могут включаться следующие дисциплины:
Языковые дисциплины:
- английский язык
- родной язык (китайский, малайский и тамильский)
- не-тамильские индийские языки (хинди, урду и др.)
- углубленное изучение родного языка (китайского, малайского, тамильского)
- иностранный язык (французский, немецкий, японский)

Гуманитарные науки:
- история
- география
- английская литература
- китайская литература
- малайская литература
- тамильская литература
- искусство и музыка

Математические и естественные науки:
- математика
- физика и химия
- химия и биология
- биология и физика
- физика
- химия
- биология

### Система оценивания
В большинстве учебных заведений уровень успеваемости учащихся измеряется по девятибалльной шкале оценивания (A1 — наивысшая оценка, F9 — самая низкая):
- А1/А2 (отлично)
- B3/B4 (хорошо)
- C5/C6 (удовлетворительно)
- D7 (минимальный балл для зачисления предмета)
- E8/F9 (неудовлетворительно)

Общая академическая успеваемость учащихся измеряется разными системами подсчета баллов (например L1R5, L1B5 или L1R4), в зависимости от того, в какое учебное заведение намерен поступать ученик после получения среднего образования. Чем меньше полученный суммарный балл студента, тем выше считается его итоговый рейтинг. Например система подсчета баллов L1R5 подразумевает, что итоговый рейтинг рассчитывается как сумма баллов, полученных по английскому языку (L1 — language 1) и еще пяти соответственно избранным предметам (R5 — relevant 5), среди которых должны быть обязательно хотя бы один математический / естественный и один гуманитарный предмет. Учебные заведения, предлагающие программу интегрированного образования, могут использовать систему оценки GPA (Grade Point Assessment).

### Программа интегрированного образования

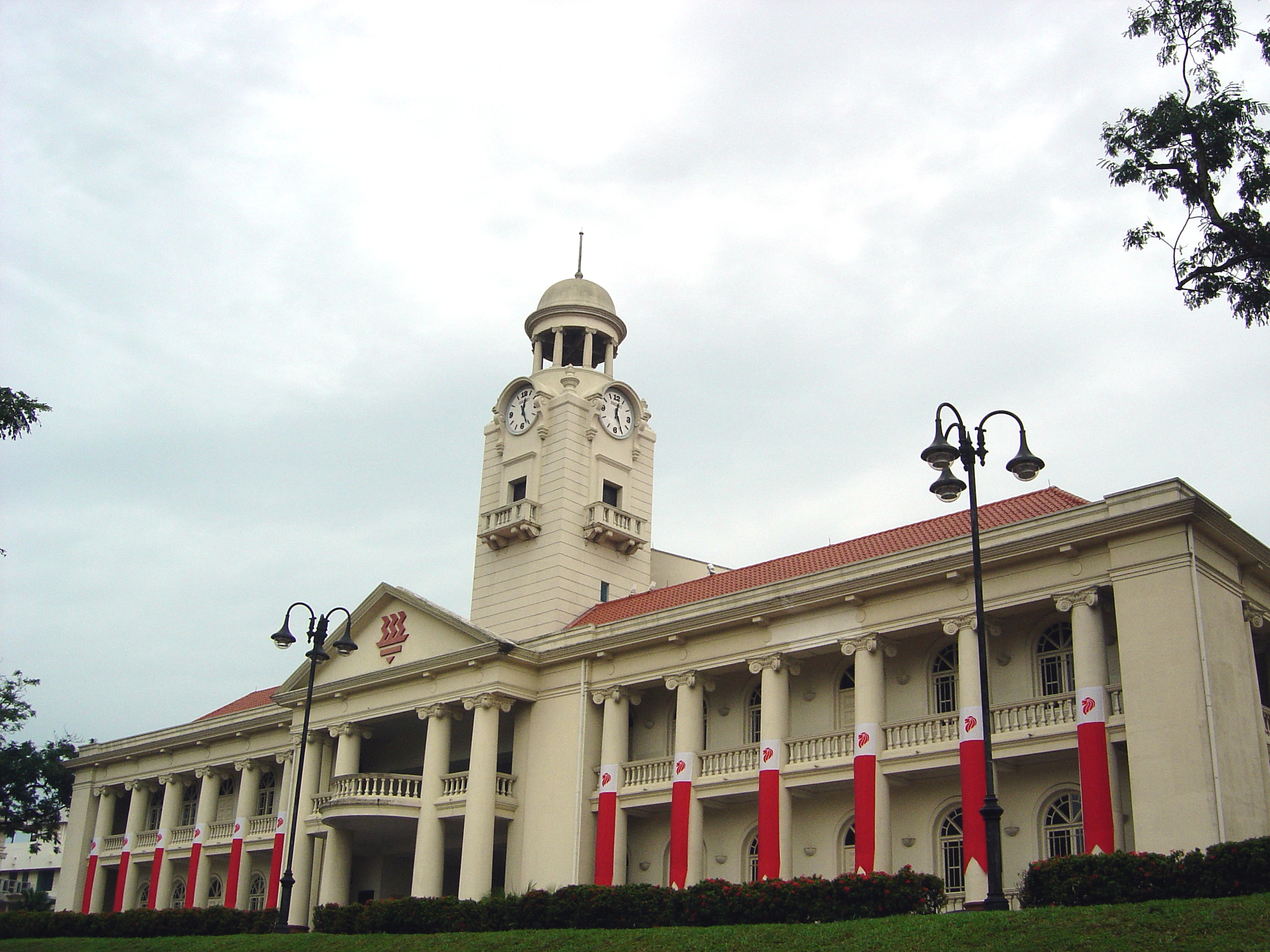
Институт Хва Чон — один из первых, предложивших программу интегрированного образования.

- Программа интегрированного образования (Integrated Programme, IP), предоставляет возможность ученикам элитных школ Сингапура сдать экзамен на получение А-уровня без предварительного сдачи экзамена О-уровня, сразу после шести лет среднего образования в возрасте 18 лет.

Поскольку программа IP позволяет не сдавать экзамен О-уровня, студенты имеют больше времени для получения более широких знаний, чтобы в дальнейшем сдать экзамен на получение А-уровня. Кроме того, студенты имеют больше свободы в выборе тех или иных предметов, которые они намерены изучать, по сравнению со своими сверстниками, которые не задействованы в программе IP. Как правило, только лучшие ученики (обычно из специального и экспресс направлений средней школы) имеют возможность приобщиться к IP-программе.

### Продолжение обучения после получения среднего образования
После завершения четырёх- или пятилетнего курса обучения, студенты (за исключением задействованных в IP-программе) сдают экзамен на получение сертификата о среднем образовании О-уровня (Singaporean GCE 'O' Level), что позволяет определить их текущий уровень знаний и круг предуниверситетских и профессионально-технических учебных заведений, в которые они смогут поступить.
Круг предуниверситетских заведений включает в себя младшие колледжи с двухлетним или трехлетним сроком обучения, завершающиеся сдачей экзамена на получение сертификата А-уровня.
Студенты, которые хотят получить профессионально-техническое образование, могут продолжить обучение в политехникумах или в Институте технического образования (Institute of Technical Education, ITE).
Поступление на двухлетний курс обучения в младшем колледже осуществляется по результатам, полученным по системе подсчета баллов L1R5, согласно которой за каждый из шести выбранных для получения О-уровня предметов студент получает оценку от А1 (лучшая) до F9 (худшая). Суммарный рейтинг состоит из оценок за шесть различных предметов: языка (английского или другого избранного по желанию), гуманитарной, математической / естественной, гуманитарной / естественной / математической дисциплины, и двух любых других избранных дисциплин. Таким образом, наилучший возможный рейтинг по системе L1R5 составляет 6 баллов (оценка А1 по всем шести дисциплинам).
В общем случае для того, чтобы поступить в младший колледж, необходимо набрать не более 20 баллов, кроме того, необходимо получить оценки не хуже С6 по английскому языку и математике.
Для поступления на трехлетний курс обучения используется система подсчета баллов L1R4, и суммарный набранный рейтинг студента не должен превышать 20 баллов.
Для поступления в политехникумы используется система L1R2B2 (две обязательные дисциплины и две дисциплины, по которым студент получил лучшие оценки). Однако, различные политехникумы имеют право выдвигать дополнительные требования к студентам, которым они должны удовлетворять, чтобы поступить в данное конкретное учебное заведение.

## Предуниверситетское образование
Предуниверситетское образование в Сингапуре предусмотрено для студентов, которые хорошо учатся (это примерно 20-25 % студентов) и хотят получить университетский диплом после двух-трех лет предуниверситетского образования, а не останавливаться на профессиональной области образования.
В настоящее время существует 18 младших колледжей и «Центральных институтов», Институт Миллениа, Национальный младший колледж, который является старейшим колледжем в Сингапуре, и Иннова-колледж (англ. Innova Junior College), который был основан в 2005 году.
Сначала младшие колледжи были задуманы как ускоренная альтернатива традиционным колледжам с трехлетним образованием, но их двухлетняя учебная программа уже стала нормой для студентов, желающих получить высшее образование. Они также стали синонимом престижного образования.
Младшие колледжи принимают студентов на основании GCE (сертификатов об общем образовании) «O»-уровня, для поступления результат L1R5 должен быть 20 или меньше. Двухгодичное обучение заканчивается экзаменом Singapore-Cambridge GCE Advanced Level, который часто называется А-уровнем. «Центральные институты» принимают студентов на тех же основаниях, Институт Миллениа предлагает трехлетнюю учебную программу, которая завершается экзаменом на получение А-уровня.

### Финансирование и стипендии
Студенты большинства младших колледжей и «центральных институтов» платят суммы от 6 до 22 долларов в месяц за пользование оборудованием и за обучение по специальным программам, эти суммы зависят от статуса студента и типа программ, которые предложены колледжем. Впрочем, студенты некоторых частных колледжей должны платить до 300 долларов в месяц. Стипендии гарантируются студентам, чей результат в обучении был в пределах 95 процентов от О-уровня и тем студентам, которые имеют право на материальную поддержку. По этой схеме они только должны уплачивать суммы, эквивалентные тем, которые ежемесячно выплачиваются учениками государственных колледжей. Студенты, получающие гранты на обучение, должны платить определённую часть стандартной суммы ежемесячно, размер этой части базируется на общем доходе семьи студента.

### Вступительные экзамены
Существует два пути поступления в колледж. В первом случае студенты подают заявку на поступление в колледж, используя результаты их экзаменов О-уровня, во втором случае заявки подаются на полгода раньше, основываясь на различных талантах будущего студента, которые могут быть как академическими, так и культурными, художественными или спортивными. Такие студенты зачисляются в колледж независимо от минимального пропускного балла. Впрочем, студенты всё же должны набрать 20 или меньше баллов в L1R5, хотя большинство колледжей требует результат 15 и меньше. При первом варианте поступления студенты могут соревноваться между собой в национальном масштабе.

### Учебная программа и экзамен А-уровня
Согласно новой учебной программе, которая была введена в январе 2006 года, учебные предметы делятся на три категории: Н1, Н2 и Н3. Предметы первой категории (Н1) имеют ценность одного академического юнита, второй категории (Н2) — 2-х академических юнитов, а третьей категории (Н3) — 1 академический юнит. Всего студенты должны набрать не менее 10 академических юнитов (3Н2 +1 Н1) и не более 12 академических юнитов, включая изучение родного языка и проектную работу. Те студенты, которые сдавали экзамен по родному языку во время экзамена О-уровня и получили оценку не меньше D7, освобождаются от уроков по родному языку и от экзамена по родному языку, впрочем, они должны посещать занятия, связанные с изучением языка и не могут выбрать другой предмет вместо него, поскольку он является обязательным для изучения.
Предметы первой и второй категорий дополняют друг друга. Обычно, если предмет изучается как предмет первой категории, то он содержит в себе вдвое меньше материала, чем такой же предмет второй категории, но степень углубления и сложности у них одинакова. Например студенты, изучающие математику как предмет первой категории, изучают менее чисто математических тем, чем студенты, изучающие математику как предмет второй категории, но те темы, которые у них совпадают, они изучают одинаково глубоко. Так же, студенты, изучающие историю как Н1 предмет, будут сдавать экзамен по Всемирной истории 1945—2000 годов, а студенты, для которых история это предмет Н2, кроме Всемирной истории 1945—2000 годов будут сдавать еще дополнительно Историю Южной Азии 1900—1997 годов.
Новая учебная программа позволяет студентам больше комбинировать предметы, теперь студенты должны выбрать хотя бы один предмет, который бы контрастировал с другими избранными. Например: студенты, которые изучают точные науки, должны выбрать хотя бы один гуманитарный предмет, а студенты-гуманитарии — хотя бы один предмет из точных наук.
Предметы третьей категории (Н3) считаются более прагматичными и развивают критическое мышление. В обновленной учебной программе предметы третьей категории состоят в виде научно-исследовательской работы, научной статьи или в виде составления модулей высших университетов. Поэтому студенты, которые выполнили научную работу, могут получить дополнительные баллы и пропустить несколько модулей в университете. Для того, чтобы получить возможность изучать предмет третьего уровня, студент должен изучать этот предмет еще и на втором уровне. Перечень некоторых предметов, которые предлагаются для студентов по новой учебной программе:
Точные науки:
- H1 и H2: математика, биология, химия, физика
- H2: компьютерные науки

Языковые дисциплины:
- H1: китайский, малайский, тамильский языки
- H1 и H2: французский, немецкий, японский языки

Примечание: языки, которые предлагаются только на уровне Н1, не является контрастирующими с точными науками. Язык на втором уровне разрешается изучать только студентам, которые прошли специальный отбор.
Гуманитарные науки:
- H1: общие знания на китайском языке
- H1 и H2: экономика, география, история, литература на английском языке, история на китайском языке, изучение китайской культуры на английском и на китайском языках
- H2: китайский язык и литература, малайский язык и литература, тамильский язык и литература, театральное искусство, изобразительное искусство, музыка (углубленное изучение музыки и изобразительного искусства предлагается только студентам, которые прошли специальный отбор)

Финансы (только для «Центральных институтов»):
- H2: основы бухгалтерского дела, менеджмент предпринимательства
- H1 и H2: экономика

Другие предметы:

Предметы уровня H3:
- Научно-исследовательские работы: работы предлагаются Кембриджем для всех основных предметов, таких как протеомика, фармацевтическая химия, основы современной физики;
- Научно-исследовательские программы: научно-исследовательская программа гуманитарных и социальных наук и научно-исследовательская программа по точным наукам, которые предлагаются Национальным университетом Сингапура;
- Университетские модули, такие как геополитика: география войны и мира для студентов, изучающих историю и географию, и экономика менеджмента для студентов, изучающих экономику — предлагаются Национальным университетом Сингапура.

Предметы уровня H1: проектная работа

Предметы уровня H2: знания и исследования
Чтобы поступить в местные университеты, студенты должны пройти общий экзамен или тест по «знаниям и исследованиям» (Knowledge & Inquiry), или сдать экзамен-Н1 по родному языку. Оценка, полученная на экзамене О-уровня, может быть использована как оценка за экзамен-Н1. Начиная с 2008 года оценки студентов за три предмета уровня Н2 и один предмет уровня Н1, включая оценки за общий экзамен, суммируются, и этот результат может использоваться при поступлении в университет.

## Дипломное образование

### Политехникум
Политехникумы в Сингапуре предлагают трехлетнее обучение, они принимают студентов, сдавших экзамен О-уровня, А-уровня или экзамен Института технического образования.
Политехникумы предлагают многие предметы в различных сферах, например: машиностроение, бухгалтерское дело, менеджмент туризма, массовые коммуникации, цифровые средства передачи информации, биотехнологии. Есть также специализированные курсы по морскому машиностроению, ухода за больными и оптометрии. Эти учреждения обеспечивают образование, более ориентированное на промышленность, и являются альтернативой колледжам низшей ступени; в политехникумы поступают примерно 40 % выпускников школ. Всего в Сингапуре существует пять политехникумов.
Выпускники политехникумов с хорошими оценками могут продолжить обучение в университетах, многие университеты, в частности университеты Австралии, Новой Зеландии и Великобритании, освобождают студентов от изучения тех модулей, которые уже были изучены в политехникумах Сингапура.

### Институт технического образования
Институт технического образования принимает студентов на основе экзамена О-уровня или N-уровня и предлагает двухлетнее обучение, которое заканчивается получением «Национального сертификата института технического образования», который признаётся только в пределах Сингапура. В Сингапуре существует десять колледжей Института технического образования. Выпускники ИТО занимают видную позицию на рынке труда, они обладают необходимыми навыками в различных отраслях промышленности и могут профессионально выполнять многие виды работ. Некоторые выпускники продолжают обучение в политехникумах и университетах, но таких немного. Существует социальное предубеждение против выпускников ИТО, считается, что они менее способны и, возможно, менее успешны. Недавно премьер-министр Сингапура и министр образования поднимали этот вопрос, однако в основном слова не возымели эффекта, очень немного конкретных действий было сделано для повышения престижности ИТО и преодоления предубеждений.

## Университеты
Университет — заведение высшего образования, в котором происходят научные исследования, он предоставляет научные степени по ряду предметов. Университеты предлагают как к дипломное, так и последипломное образование.
В Сингапуре на сегодня существует шесть университетов, в том числе государственные Национальный университет Сингапура и Национальный технологический университет, и два частных университета — Сингапурский университет управления (SMU) и UniSIM. UniSIM принимает только взрослых. Поэтому студенты, сдавшие экзамен А-уровня, могут поступить в один из государственных университетов, в несколько иностранных университетов или в одно из десяти других заведений третьей ступени, предлагающих дипломное и последипломное образование.
Национальный технологический университет и Национальный университет Сингапура, в каждом из которых обучается более 20 000 студентов, предлагают широкий спектр образовательных дипломных и последипломных программ, включая получение докторской степени. Оба университета также имеют мощные исследовательские подразделения.

## Государственная политика в области образования

### Меритократия
Меритократия (система, при которой положение человека в обществе определяется его способностями и заслугами, а не происхождением) является центральным принципом системы образования Сингапура. Чрезвычайно большое внимание уделяется академической успеваемости студентов и учеников, предоставлению им возможностей поступления в разнообразные учебные программы и университеты. Академическая успеваемость рассматривается как объективная мера сил и способностей студентов независимо от их положения в обществе. Успеваемость в учёбе рассматривается как важнейший фактор определения будущих карьерных перспектив и материального положения. В связи с этим учебные программы максимально нацелены на изучение тем, по которым проводятся экзамены, а высокий уровень состязательности в учебе привёл к распространению так называемых «десятилетних серий», то есть сборников задач, по которым проводились экзамены в течение прошлых десяти лет.

### Двуязычие
Двуязычие является краеугольным камнем системы образования Сингапура. Хотя английский язык является первым языком, который начинают преподавать в школах, а также языком, на котором осуществляется обучение другим предметам, от большинства учеников и студентов требуется изучать и «родной язык», который может быть одним из трёх официальных языков: китайским, малайским и тамильским. Экзамен по родному языку является обязательным компонентом выпускного экзамена начальной школы (PSLE), а также экзаменом на получение сертификатов N- , O- и А-уровней. Знание родного языка на достаточно высоком уровне является необходимым условием для поступления в университеты Сингапура, хотя для студентов из других стран, как правило, делают исключение из этого правила.
Политика билингвизма была впервые утверждена в 1966 году. Одной из главных её целей является развитие английского языка как нейтрального языка общения разрозненных этнических и культурных групп Сингапура. Признание английского языка как «первого языка» также имеет целью усилить процесс интеграции Сингапура в мировую экономику.
Признание языкового и культурного плюрализма в стране также ставит перед собой цель предоставить возможность учащимся и студентам изучать родной язык, не забывать о своих этнических корнях и ассоциировать себя с ними, а также сохранять собственные культурные особенности.

### Финансовая помощь
Образовательная политика Сингапура гарантирует, что ни один ребенок не будет лишен возможности получить образование, даже в том случае, если он не имеет необходимых финансовых возможностей для этого. С этой целью государственные школы активно субсидируются как государством, так и различными благотворительными организациями. Существуют специальные государственные программы помощи малоимущим семьям: «Схема финансовой помощи» (Financial Assistance Scheme (FAS)) и программа Edusave.
Схема финансовой помощи предусматривает помощь семьям с общим месячным заработком, который не превышает S$ 1500 или S$ 1800 (в зависимости от количества детей в семье). Студенты, которые подпадают под программу FAS, освобождаются от всех необходимых оплат за обучение, а также частично субсидируются при составлении национальных экзаменов. В 2005 году помощь по этой схеме получало 15 000 учеников и студентов.
Помощь по программе Edusave получают примерно 40 000 студентов, которые имеют высокие показатели академической успеваемости, но относятся к семьям с низким и средним-низким достатком.

### Программа по обмену студентами
Около 120 из 353 школ Сингапура имеют в той или иной форме программы по обмену студентами. В 2005 году Министерство образования Сингапура учредило специальный денежный фонд в размере S$ 4,5 млн для стимулирования развития программ по обмену студентами (преимущественно с азиатскими странами, такими как Китай и Индия).

## Критика
| Рейтинг стран по уровню образования от TIMSS                |                  |            |            |       |       |
| Страны:                                                     | Весь мир рейтинг | Математика | Математика | Наука | Наука |
| Страны:                                                     | Весь мир рейтинг | Очки       | Место      | Очки  | Место |
| Сингапур                                                    | 1                | 643        | 1          | 607   | 1     |
| Япония                                                      | 2                | 605        | 3          | 571   | 3     |
| Южная Корея                                                 | 3                | 607        | 2          | 565   | 4     |
| Чехия                                                       | 4                | 564        | 6          | 574   | 2     |
| Англия                                                      | 18               | 506        | 25         | 552   | 10    |
| Таиланд                                                     | 20               | 522        | 20         | 525   | 21    |
| Германия                                                    | 22               | 509        | 23         | 531   | 19    |
| Франция                                                     | 23               | 538        | 13         | 498   | 28    |
| США                                                         | 24               | 500        | 28         | 534   | 17    |
| Источник: 1997 TIMSS, журнал Economist, 29 марта 1997 года. |                  |            |            |       |       |

Система образования Сингапура часто критикуется как излишне специализированная, жесткая и направленная на элитарность. Часто критика основывается на том, что практически не стимулируется развитие креативного мышления, в отличие от систем образования западных стран. Защитники нынешней системы образования акцентируют внимание на том, что студенты из Сингапура регулярно занимают высокие места в международных математических и других научных соревнованиях. Критики же отмечают, что такое положение вещей является скорее результатом целенаправленной подготовки студентов к участию в конкретных соревнованиях и экзаменах, чем показателем уровня мышления.
Не так давно Министерство образования утвердило ощутимые изменения в системе образования, призванные стимулировать развитие у студентов творческого и критического мышления и получение опыта, который может понадобиться на протяжении всей жизни, вместо простого заучивания информации, необходимой для успешной сдачи экзаменов.
Также часто критикуются злоупотребления распределением учащихся по параллельным классам с учетом их способностей еще в младших классах. В популярном местном фильме «Я не тупой» высвечивается высокий уровень состязательности и социальной стигматизации, с которыми приходится сталкиваться учащимся в процессе обучения в Сингапуре.
В свою очередь, сторонники нынешней системы утверждают, что создание дифференцированных образовательных программ в соответствии со способностями учащихся позволяет учащимся с разными способностями и особенностями восприятия нового материала поддерживать интерес к учебе.
В последние годы, несмотря на то, что распределение учащихся по показателю успешности до сих пор существует, правительством был принят ряд реформ. Например, правительством проводятся эксперименты по распределению учащихся по уровню успеваемости в различных учебных дисциплинах, а не по уровню общей академической успеваемости.